# 芒尖鳞薹草
芒尖鳞薹草（学名：Carex tenebrosa）为莎草科薹草属的植物。分布在中国大陆的广东等地，多生在林下及沼泽地草丛中，目前尚未由人工引种栽培。